# Пауки-сегестрииды
Пауки-сегестрииды (лат. Segestriidae) — семейство аранеоморфных пауков из серии Haplogynae. Распространены на всех континентах кроме Антарктиды. Насчитывают 111 современных видов, объединяемых в три рода:
- Ariadna Audouin, 1826 — 89 видов, обитающих в Старом и Новом Свете.
- Gippsicola Hogg, 1900 — 1 вид, обитающий в Австралии.
- Segestria Latreille, 1804 — 21 вид, обитающий в Старом и Новом Свете.